# Celia Weston
Celia Weston (* 14. Dezember 1951 in Spartanburg, South Carolina) ist eine US-amerikanische Schauspielerin.

## Leben und Karriere
Celia Weston wurde im Dezember 1951 in Spartanburg im US-Südstaat South Carolina geboren und wuchs hier auch auf. Schon im Kindesalter liebte sie Rollenspiele mit ihrer Schwester und trat später in lokalen Theaterstücken auf. Sie besuchte das in North Carolina gelegene Salem College in Winston-Salem und anschließend die University of North Carolina, wo sie Schauspiel studierte. Unmittelbar danach ging sie zur weiteren Schauspielausbildung nach London. 1977 kehrte sie nach New York zurück und lernte bei den Schauspiellehrern Uta Hagen und Herbert Berghof. 1979 gab die damals 28-jährige Celia Weston ihr Debüt am Broadway in Loose Ends neben Kevin Kline. 
Ihr Filmdebüt gab Celia Weston 1980 in einigen Episoden der Fernsehserie Ryan’s Hope. Sie war seitdem in zahlreichen Filmen wie Dead Man Walking – Sein letzter Gang, Der talentierte Mr. Ripley, Schnee, der auf Zedern fällt und The Box – Du bist das Experiment zu sehen. Celia Weston wird vorzugsweise in Nebenrollen besetzt, verfügt jedoch durch ihre imposante Erscheinung über einen hohen Wiedererkennungswert. Im Fernsehen spielte sie unter anderen von 1981 bis 1985 in 90 Episoden der Fernsehserie Imbiss mit Biss und von 2010 bis 2011 in 20 Episoden der Fernsehserie Memphis Beat mit.
Ihren Lebensmittelpunkt hat Celia Weston in New York City.

## Filmografie (Auswahl)
- 1981–1985: Imbiss mit Biss (Alice, Fernsehserie, 90 Episoden)
- 1988: Morgen fängt das Leben an (A New Life)
- 1989: Lost Angels
- 1991: Das Wunderkind Tate (Little Man Tate)
- 1995: Dead Man Walking – Sein letzter Gang (Dead Man Walking)
- 1996: Flirting with Disaster – Ein Unheil kommt selten allein (Flirting with Disaster)
- 1999: Ride with the Devil
- 1999: Schnee, der auf Zedern fällt (Snow Falling on Cedars)
- 1999: Der talentierte Mr. Ripley (The Talented Mr. Ripley)
- 2001: Hearts in Atlantis
- 2001: Sound from a Town I Love
- 2001: In the Bedroom
- 2001: K-PAX – Alles ist möglich (K-PAX)
- 2002: Dem Himmel so fern (Far from Heaven)
- 2003: Wie werde ich ihn los – in 10 Tagen? (How to Lose a Guy in 10 Days)
- 2003: Hulk
- 2003: Das Urteil – Jeder ist käuflich (Runaway Jury)
- 2004: The Village – Das Dorf (The Village)
- 2005: Junikäfer (Junebug)
- 2007: Joshua – Der Erstgeborene (Joshua)
- 2007: Invasion (2007) (The Invasion)
- 2007: Rezept zum Verlieben (No Reservations)
- 2009: The Box – Du bist das Experiment (The Box)
- 2009: After.Life
- 2010: Knight and Day
- 2010: Der letzte Gentleman (The Extra Man)
- 2010–2011: Memphis Beat (Fernsehserie, 16 Episoden)
- 2010, 2013–2014, 2016: Modern Family (Fernsehserie, 5 Episoden)
- 2014: Under the Dome (Fernsehserie, Episode 1x04)
- 2014: Goodbye to All That
- 2014–2015: American Horror Story (Fernsehserie, 5 Episoden)
- 2015: Man lernt nie aus (The Intern)
- 2016: The Blacklist (Fernsehserie, 1 Episode)
- 2016: The Disappointments Room
- 2017: Freak Show
- 2019: Dancing Queens
- 2020: The Secret – Traue dich zu träumen (The Secret: Dare to Dream)
- 2023: A Little Prayer
- 2025: Ihr seid herzlich eingeladen (You’re Cordially Invited)
- 2025: Leanne (Fernsehserie, 11 Folgen)

## Auszeichnungen und Nominierungen
- 1997: Outer Critics Circle Award: Auszeichnung als Außergewöhnliche Darstellerin im Stück Last Night of Ballyhoo
- 1997: Tony Award: Nominierung als Beste Darstellerin für Last Night of Ballyhoo